# Mine de Kiruna
La mine de Kiruna est une mine à ciel ouvert, devenue souterraine, de minerai de fer, située très au nord, à 300 km au nord du cercle polaire arctique, dans le comté de Norrbotten près de la ville "mono-industrielle" de Kiruna, en Suède.
Elle appartient à la société LKAB, qui pourrait aussi fournir des terres rares. C'est la plus grande mine de fer souterraine au monde et l'un des plus grands gisements de magnétite-apatite. Ce gisement fait de la Suède le plus grand producteur de fer de l'Union européenne, grâce à un filon issu d'une activité volcanique ancienne (plus de 1,8 milliard d'années).
Parmi les séquelles minières figurent des affaissements miniers qui imposent le déplacement de la ville à plusieurs kilomètres de son territoire originel.

## Histoire

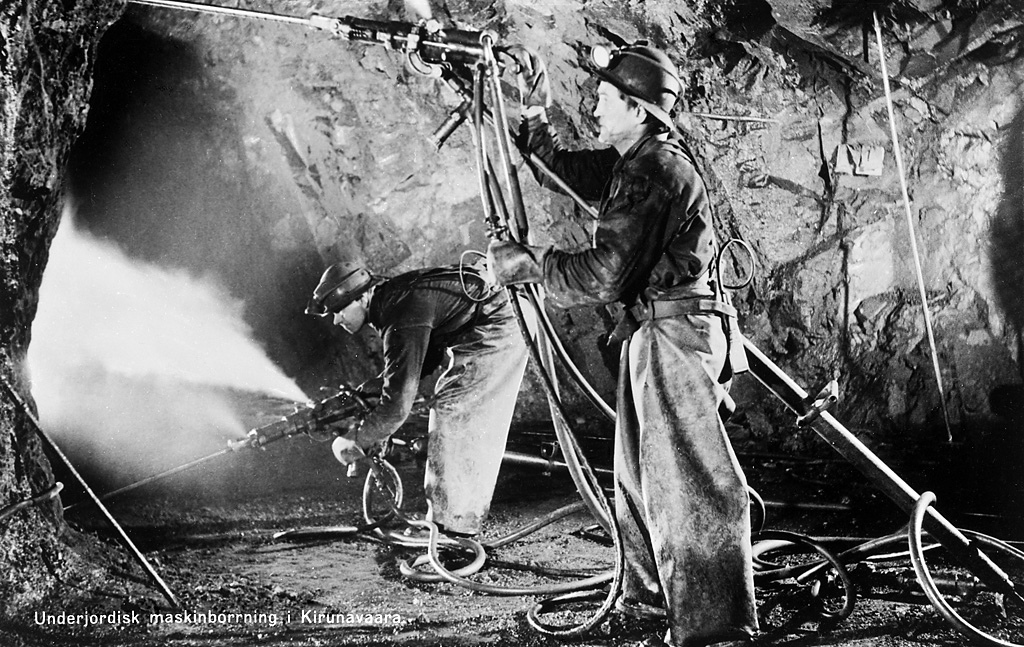
Ouvrier dans la mine entre 1940-1959.

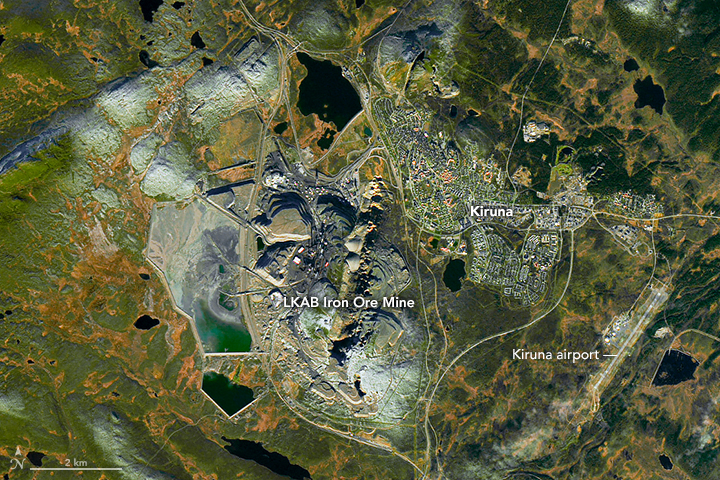
Mine, ville et aéroport de Kiruna.
Les résineux, verts et feuillus, ont leurs couleurs automnales. Une peu de neige marque les sommets des reliefs naturels ou miniers. Source : NASA/Operational Land Imager (OLI) du satellite Landsat 8 (10 octobre 2016).

La mine a été ouverte en 1899, dans un gisement issu du bouclier scandinave.
Après cent dix ans d'exploitation, 950 millions de tonnes de minerai avaient été extraites ; à ciel ouvert jusqu'en 1965, puis via des galeries souterraines depuis. Le filon, long, environ, de quatre kilomètres et large de 80 mètres, plonge à près de deux kilomètres sous la surface avec une inclinaison de 60°.
Les galeries les plus profondes sont à −1 365 mètres et s'étendent sur plusieurs centaines de kilomètres. Sa production est de 27,5 millions de tonnes de minerai par an.
Une technologie de production de minerai de fer tendant vers la neutralité carbone (dite HYBRIT) y est testée depuis peu (soutenue par le Fonds européen d'innovation à hauteur de 143 millions d'euros) : pour éliminer l'oxygène des boulettes de minerai de fer, au lieu d'utiliser du charbon et du carbone (ce qui produit du CO2), c'est de l'hydrogène qui sert à éliminer l'oxygène, ce qui ne produit que de la vapeur d'eau
Kiruna contiendrait aussi « le plus grand gisement de terres rares d'Europe » (au moins un million de tonnes).

## Séquelles minières
- Le peuple Sámi, autochtone, a perdu des terres et subit la pollution minière. Bien que la Suède soit réputée pour sa vigilance à l'égard des droits de l'Homme et des normes environnementales, « l'exploitation des métaux des terres rares à Kiruna est devenue une priorité importante de l'agenda politique suédois. Ces métaux sont essentiels à la production de technologies vertes énergétiques et à la promotion d'une transition énergétique verte dans le pays ainsi qu’en Europe.

Mais l’exploitation des terres rares à Kiruna suscite des inquiétudes quant à son impact sur les modes de vie traditionnels du peuple autochtone sami, qui dépend de ces territoires pour sa survie et son identité culturelle. Le peuple sami entretient un lien profond avec la terre et est fortement affecté par les changements environnementaux, notamment les activités minières sur son territoire (...) Compte tenu de la priorité accordée à la promotion de la transition énergétique verte, une question cruciale se pose de savoir si la transition énergétique verte est véritablement « verte » si elle nécessite de sacrifier le patrimoine culturel des communautés autochtones sami de la région ».
- Pollution radioactive : Le système lacustre local (selon les analyses faites sur un bassin de décantation de résidus miniers liquides, deux lacs et la rivière Kalix) est contaminée par l'uranium remonté et lessivé par le processus minier. Les effluents radio-contaminés de la mine sont à l'origine d'une importante accumulation d'uranium dans les sédiments (l'analyse des carottes de sédiments y montrent une teneur multipliée par plus de 20 depuis le début des rejets dans les années 1950, atteignant et dépassant 50 μg g−1.)[6]. La quantité d'uranium qui s'est déposée dans le sédiment des deux lacs étudiés a été évaluée, respectivement à environ 170 kg et 285 kg d'uranium[6]. Le taux d'uranium de l'eau de la rivière Kalix (qui se jette dans la partie fermée de la mer Baltique), est étudié depuis plusieurs décennies.

Dans les années 1990, on a montré que les isotopes radioactifs de l'uranium sont surtout transportés par des particules dont le diamètre dépasse 0,45 μm (« fortement enrichies en U et contenant 20 à 50 % du budget total d'uranium fluvial ». La teneur de l'eau en uranium a plus que doublé après que le rejet minier y soit dilué. Arrivées à l'estuaire, les particules d'uranium et de fer sont encore fortement corrélées, ce qui prouve que l'oxyhydroxyde de fer est le principal transporteur d'U dans le fleuve (l’oxyhydroxyde de Mn, également très présent ne semble pas en cause). Des taux élevés d'U sont retrouvés dans l'eau à l'estuaire dans les eaux saumâtres, ce qui évoque un transfert de l'uranium d'une phase minérale à des phases biogéniques. La signature isotopique de cet uranium ne laisse pas de doute sur son origine (mine de Kiruna).
- Affaissements miniers : En 2004, l’exploitant minier (Luossavaara-Kiirunavaara), a annoncé que le développement de la mine menaçait l’intégrité structurelle de tout le centre-ville de Kiruna et de ses bâtiments, et que - pour que la mine puisse encore s’étendre - 23 000 personnes, leurs maisons et diverses entreprises devront être progressivement déplacées. Un déplacement a d'abord été proposé à 3 km de là, puis (en janvier 2007) dans une aire située au nord-ouest de Kiruna, au pied de la colline de Luossavaara, sur les rives du lac Luossajärvi. 21 des bâtiments les plus importants doivent être déplacés[8], dont des bâtiments patrimoniaux (dont l’église rouge historique de Kiruna, qui sera transportée sur une distance de 3 km)[9]. En 2012-2016, une étude anthropologique et ethnographique a porté sur les conséquences de la réinstallation de 6 000 habitants de Kiruna à la suite des affaissements et déformations du sol induits par l'exploitation minière.

Elle montre que l'industrie minière a fortement transformé les relations sociales, les structures de pouvoir et des modèles conceptuels de l'espace, de la nature et de la société, via des symboles et une création de sens venant politiquement et économiquement fortement appuyer ou imposer l'extractivisme, un processus qui contrairement à ce qu'il prétend, augmente les inégalités matérielles et sociales inhérentes à l’extractivisme. Selon l'anthropologue ayant réalisé ce travail (Elisa Maria López, Université d'Uppsala, 2021) : « Outre les habitants de la ville, tous concernés par l’insécurité et les risques liés à l’extractivisme (...), la communauté autochtone sami est particulièrement touchée. Les Sâmes de la région de Kiruna ont toujours été soumis à la politique coloniale, aux limites imposées à leur économie de subsistance, au déplacement de leurs terres et à des stéréotypes néfastes. Cependant, les Sâmes ont également continuellement résisté à ces limitations et stéréotypes, en adoptant diverses formes de travail pour soutenir l'élevage de rennes (y compris le travail dans les mines), en créant des espaces communautaires urbains et en documentant et en préservant les paysages culturels locaux ».
Le déplacement de la ville n'a pas modifié les inégalités sociales issues de l’exploitation minière. Il a montré que la mobilité socio-économique est compliquée par une dépendance au contexte loco-régional, par les échanges de droits de propriété initiés par le secteur privé au niveau local, par une évolution de la typologie des logements et de leur occupation, une faible association locale des parties prenantes (selon B. DiNapoli (2023), dans le cas de Kiruna, « le réaménagement urbain passe de plus en plus des autorités publiques au secteur privé », et l'industrie minière gagnerait à développer à Kiruna un modèle de développement intégratif basé sur quatre cadres opérationnels : économique, infrastructurel, résidentiel et écologique qui, combinés, pourraient accroître la capacité, le choix, la mobilité et le bien-être des résidents touchés par le déplacement de leur ville. En 2007 les travaux sur la nouvelle conduite d'égout principale ont commencé.
En juin 2010, le conseil municipal a finalement décidé de plutôt déplacer la ville vers l'est (à 67°51′1″N 20°18′2″E), vers Tuolluvaara. Ce déplacement, entamé en 2014, devrait se poursuivre jusqu'en 2040, en commençant par celui du centre-ville. White Arkitekter AB basé à Stockholm et Ghilardi + Hellsten Arkitekter basé à Oslo, avec des chercheurs des universités de Luleå et de Delft, ont été choisis pour concevoir la nouvelle ville dont le centre-ville devrait être plus dense, orienté vers la soutenabilité, les infrastructures vertes et bleues, les déplacements doux et les transports publics plutôt que favoriser l'automobile.
- Séquelles sanitaires, dont :
  - la silicose, avec 144 cas officiellement reconnus entre 1931 et 1977 chez des ouvriers affectés au forage, chargement et/ou taraudage du minerai ; avec des infections tuberculeuses retrouvées dans 17 % des cas, diminuant alors encore l'espérance de vie ; sur ces 144 cas, 50 % des cas graves ont été diagnostiqués avant 1942. Après 1960, plus aucun cas de stade II ou III n'a été diagnostiqué. Le taux moyen de quartz (silice) respirable dans l'air, qui était d'environ 0,8 mg/m3 dans les années 1950 et au début des années 1960, a ensuite baissé pour atteindre moins de 0,05 mg/m3 à la fin des années 1970, faisant considérer que la silicose n'est plus un risque majeur dans cette mine[12].
  - un risque accru de décès par cancer du poumon chez les mineurs (2 à 3 fois plus de risque que dans la population masculine de la ville ne travaillant pas dans la mine, qui elle ne présente pas de surmortalité par rapport au taux attendu en Suède). L'exposition au radon semble en cause, plus qu'aux vapeurs de moteurs Diesel, mais « une interaction entre le radon et certains éléments des gaz d'échappement des moteurs diesel » pourrait exister, qui pourrait faire l'objet d'une nouvelle étude (sur 5 à 10 ans)[13].
  - une mortalité anormalement élevée par infarctus du cœur et par insuffisance cardiaque, alors que le comportement alimentaire des habitants de Kiruna ne diffère pas de celui de la population générale suédoise. « Les différences les plus notables [chez les personnes ayant subi un infarctus à Kiruna] étaient un faible niveau d'γ-Tocophérol (une des 8 formes de vitamine E), une faible proportion d'acide linoléique et une proportion élevée d'acide palmitique dans les esters de cholestérol sérique et les triglycérides du tissu adipeux[14]. »

Schéma en coupe de la mine de Kiruna.

## Au cinéma
The Abyss est un film catastrophe réalisé par Richard Holm. Mis en ligne le 16 février 2024 sur Netflix, il mêle fiction et réalité . Le film se déroule dans la ville de Kiruna qui menace d’être ensevelie.